# Sunna Jónsdóttir
Sunna Jónsdóttir (* 26. Februar 1989 in Reykjavík, Island) ist eine isländische Handballspielerin, die für die isländische Nationalmannschaft aufläuft.

## Karriere

### Im Verein
Sunna Jónsdóttir spielte anfangs beim isländischen Verein Fylkir Reykjavík, mit deren Damenmannschaft sie in der höchsten isländischen Spielklasse antrat. Im Jahr 2011 wechselte sie zum Ligakonkurrenten Fram Reykjavík. Mit Fram gewann sie 2013 die isländische Meisterschaft.
Sunna Jónsdóttir unterschrieb im Sommer 2013 einen Vertrag beim schwedischen Erstligisten BK Heid. Nach zwei Jahren in Schweden wechselte die Rückraumspielerin zum norwegischen Erstligisten Skrim Kongsberg. Nachdem der Verein im Jahr 2016 abgestiegen war, schloss sie sich dem norwegischen Erstligisten Halden HK an. Halden musste im Februar 2017 Insolvenz anmelden.
Sunna Jónsdóttir schloss sich im Sommer 2017 dem schwedischen Erstligisten Skara HF an. Im September desselben Jahres legte sie eine Schwangerschaftspause ein. Im Sommer 2018 kehrte sie nach Island zurück und unterschrieb einen Vertrag beim Erstligisten ÍBV Vestmannaeyja. Mit ÍBV gewann sie im Jahr 2023 sowohl die isländische Meisterschaft als auch den isländischen Pokal.

### In Auswahlmannschaften
Sunna Jónsdóttir nahm mit der isländischen Juniorinnennationalmannschaft an der U-20-Weltmeisterschaft teil, bei der Island den 13. Platz belegte. im darauffolgenden Jahr wurde sie erstmals zu einem Lehrgang der isländischen A-Nationalmannschaft eingeladen. Mit Island nahm sie an der Europameisterschaft 2010 teil und belegte den 15. Platz. Bei der Weltmeisterschaft 2023, die Island auf dem 25. Platz abschloss, führte sie ihre Mannschaft als Kapitänin aus das Spielfeld. Sunna Jónsdóttir erzielte im Turnierverlauf vier Treffer.

## Sonstiges
Ihr Ehemann Björn Viðar Björnsson spielt ebenfalls Handball.